# 생물층서학

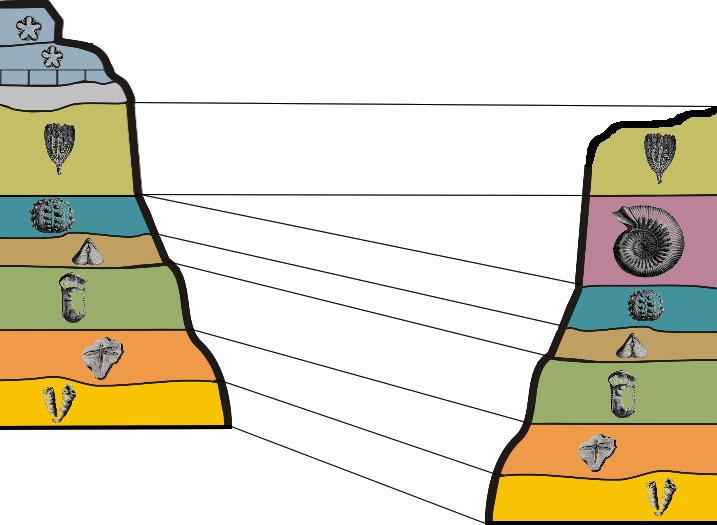

생물층서학(Biostratigraphy)은 지층 속의 화석을 연구하여, 지층을 계통화시키는 학문이다. 이 학문은 층서학의 한 갈래이다.
생물층서학은 암석 지층에 포함된 화석 집합체를 사용하여 암석 지층의 상대적인 연대를 연관시키고 지정하는 데 초점을 맞추는 층서학의 한 분야이다. 생물층서학의 주요 목적은 한 지질 섹션의 특정 지평이 다른 섹션의 다른 지평과 같은 기간을 나타낸다는 것을 입증하는 상관관계이다. 이러한 지층 내의 화석은 같은 나이의 퇴적물이 퇴적 환경의 국지적 변화로 인해 완전히 다르게 보일 수 있기 때문에 유용하다. 예를 들어, 한 구역은 점토와 이회암으로 구성되어 있고 다른 구역은 백악질 석회암이 더 많을 수 있다. 그러나 기록된 화석종이 유사하다면 두 퇴적물은 거의 같은 시기에 퇴적되었을 가능성이 높다. 이상적으로는 이러한 화석은 기본 생물층서학 단위를 구성하고 각 섹션에서 발견되는 화석 종을 기반으로 지질학적 기간을 정의하므로 생물대를 식별하는 데 도움이 된다.
생물층서학적 원리의 기본 개념은 1800년대 초반까지 거슬러 올라가 수세기 전에 도입되었다. 니콜라스 스테노(Nicolas Steno)라는 이름의 덴마크 과학자이자 주교는 암석층이 중첩의 법칙과 관련이 있다는 것을 인식한 최초의 지질학자 중 한 명이었다. 과학과 기술의 발전으로 18세기에는 화석이 죽은 종에 의해 남겨진 후 암석 기록 내에 보존되었다는 것이 인정되기 시작했다. 이 방법은 찰스 다윈이 그 배후의 메커니즘인 진화를 설명하기 전에 잘 확립되었다. 과학자 윌리엄 스미스, 조지 퀴비에, 알렉상드르 브롱니아르트는 화석이 일련의 연대기적 사건을 나타내어 나중에 바이오존이라고 하는 일종의 단위로서 암석층의 층을 확립한다는 결론에 도달했다. 여기에서 과학자들은 지층과 생물권의 변화를 다른 지질학적 시대와 연관시키기 시작했고 주요 동물군 변화 내에서 경계와 기간을 설정했다. 18세기 후반까지 이러한 발견으로 인해 캄브리아기와 석탄기가 국제적으로 인정되었다. 20세기 초에 기술의 발전으로 과학자들은 방사성 붕괴를 연구할 수 있는 능력을 갖게 되었다. 이 방법론을 사용하여 과학자들은 방사성 붕괴를 통해 화석 내에서 발견되는 동위 원소를 통해 지질학적 시간, 서로 다른 시대(고생대, 중생대, 신생대)의 경계와 기간(캄브리아기, 오르도비스기, 실루리아기)을 설정할 수 있었다. 현재 21세기의 생물층서학 사용에는 석유 및 가스 산업에서 시추 워크플로우 및 자원 할당을 위해 주로 사용되는 암석층의 나이 해석이 포함된다.

## 같이 보기
- 학문
  - 생물연대학(Biochronology)
  - 층서학
    - 구조성층서학(Tectonostratigraphy)
    - 시대층서학(Chronostratigraphy)
    - 암석층서학(Lithostratigraphy)
    - 생물층서학
      - 코노돈트 생물층서학(Conodont biostratigraphy)